# Marta Huerta de Aza
Marta Huerta de Aza (Palència, Castella i Lleó, Espanya, 31 de març de 1990) és una àrbitre de futbol espanyol de la Primera Divisió Femenina d'Espanya. Pertany al Comitè d'Àrbitres de Tenerife.

## Trajectòria
Va pujar a la màxima categoria del futbol femení espanyol l'any 2017, quan aquesta va ser creada perquè la Primera Divisió Femenina d'Espanya fos dirigida únicament per àrbitres dones.
Va debutar el 3 de setembre de 2017 a la Primera Divisió Femenina en un Llevant Unió Esportiva contra Madrid CFF (1–1).
El 2 de juny va dirigir la final de la Copa de la Reina de Futbol 2018 entre el FC Barcelona i l'Atlético de Madrid (1-0).
El 9 de febrer del 2019 va ser l'encarregada de dirigir la final de la Supercopa d'Espanya de Futbol Femení 2020 disputada entre la Reial Societat i el FC Barcelona (1–10), disputada a l'Estadi Helmántico de Salamanca.
El 23 de gener del 2022 va ser l'encarregada de dirigir la final de la Supercopa d'Espanya de Futbol Femení 2022 disputada entre el FC Barcelona i l'Atlètic de Madrid (7–0), disputada a la Ciutat del Futbol de Las Rozas de Madrid.
El juny de 2024 va ser inclosa a la llista d'àrbitres que ascendia a primera divisió, convertint-se així en la primera àrbitra que xiularà al futbol professional masculí espanyol.

## Temporades
| Categoria       | País    | Any    |
| --------------- | ------- | ------ |
| Primera Divisió | Espanya | 2017 - |